# Somatina rufifascia
Somatina rufifascia är en fjärilsart som beskrevs av W. Warren 1896. Somatina rufifascia ingår i släktet Somatina och familjen mätare. Inga underarter finns listade i Catalogue of Life.